# بیماری قلع

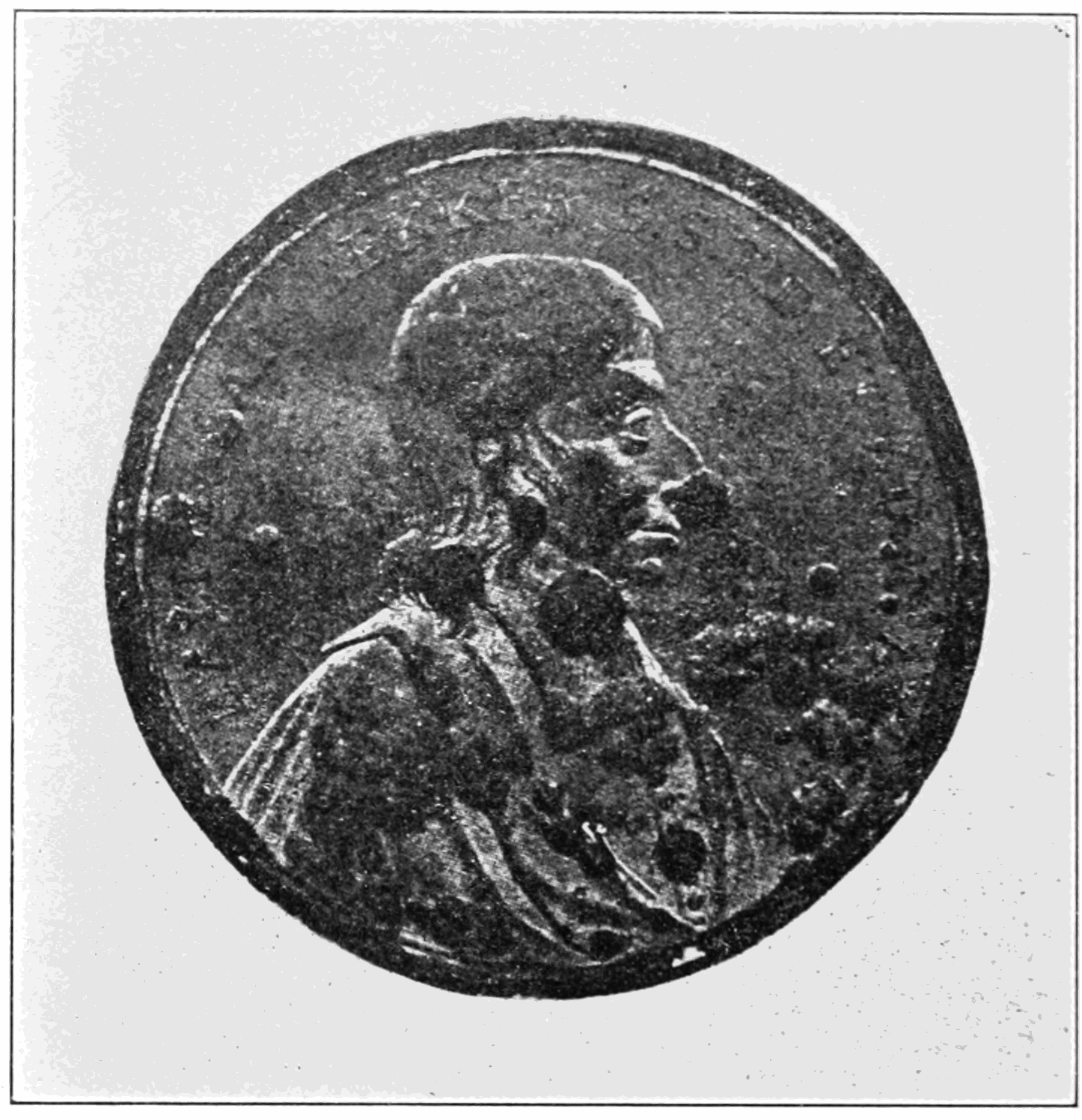
مدال قلعی که دچار «بیماری قلع» شده بوده‌است.

بیماری قلع (به انگلیسی: Tin pest) به تغییر ساختار کریستالی قلع از چهار ضلعی مرکز-بدنی (BCT) به ساختار کریستالی مکعبی الماسی در دمای زیر ۱۳٫۲ درجه سلسیوس گفته می‌شود. این تغییر کریستال باعث افزایش حجم (۲۷٪) و کاهش چگالی قلع (از ۷٫۳ گرم در سانتیمتر مکعب به ۵٫۷۷ گرم در سانتیمتر مکعب) می‌شود که در نهایت باعث فروپاشی قطعات قلعی و تبدیل آنها به پودری خاکستری رنگ می‌شود.

## پیشینه
سرمای بسیار شدیدی که در سال ۱۸۵۰ در روسیه اتفاق افتاد باعث شده بود که دکمه‌های کت‌های سربازان روسی که از جنس قلع بودند متلاشی شده و تبدیل به پودر شوند. همچنین لوله‌های ارگ‌های کلیساها که از جنس قلع بودند نیز متلاشی شده و فرو می‌ریختند. این پدیده به نام «بیماری قلع» نامگذاری شد. این پدیده باعث تغییر قلع فلزی سفید β-شکل به قلع غیرفلزی خاکستری α-شکل می‌شود.